# Bałtyk-Karkonosze Tour 2018
26. edycja wyścigu kolarskiego Bałtyk-Karkonosze Tour odbywała się od 16 do 20 maja 2018 roku. Wyścig liczył 5 etapów, o łącznym dystansie niespełna 592 km. Wyścig figurował w kalendarzu cyklu UCI Europe Tour, posiadając kategorię UCI 2.2.

## Uczestnicy
Lista drużyn uczestniczących w wyścigu:
| Numery  | Kod | Drużyna                   |
| ------- | --- | ------------------------- |
| 1-7     | CCC | CCC Sprandi Polkowice     |
| 11-16   | GAZ | Gazprom-RusVelo           |
| 21-27   | HAC | Hrinkow Advarics Cycleang |
| 31-37   | VOS | Voster Uniwheels Team     |
| 41-47   | TSE | Astana City               |
| 51-56   | LKH | Team Lotto-Kern Haus      |
| 61-67   | THU | Team Hurom                |
| 71-76   | SVL | Team Sauerland NRW        |
| 81-86   | VLA | Vlasman CT                |
| 91-96   | TDA | Dauner D&DQ-Akkon         |
| 101-107 | KBN | Kőbánya Cycling Team      |
| 111-117 |     | Reprezentacja Białorusi   |
| 121-125 |     | Team Erdinger Alkoholfrei |
| 131-136 |     | Ryska Posten Racing Team  |

| Numery  | Kod | Drużyna                          |
| ------- | --- | -------------------------------- |
| 141-147 |     | Triebwerk-Energy Cycling Team    |
| 151-156 |     | Cycling Tartu                    |
| 161-167 |     | Reprezentacja Słowacji           |
| 171-177 |     | Elektroland24 Cycling Team       |
| 181-186 |     | Domin Sport                      |
| 191-197 |     | P&S Team Thüringen               |
| 201-206 |     | Klaipėda Cycling Team            |
| 211-217 |     | Team Veloclub Ratisbona          |
| 221-227 |     | Marathon-Tula Cycling Team       |
| 231-236 |     | Matrix Rockpalast Team           |
| 241-246 |     | Rad-Union Wangen Bundesliga Team |
| 251-256 |     | Team Isaac Torgau                |

## Etapy
| Etap | Data    | Start – Meta            | km    | Typ         | Zwycięzca etapu   | Lider             |
| ---- | ------- | ----------------------- | ----- | ----------- | ----------------- | ----------------- |
| 1.   | 16 maja | Kołobrzeg – Trzcianka   | 173,8 | Płaski      | Fabian Schormair  | Fabian Schormair  |
| 2.   | 17 maja | Zbąszynek – Zbąszynek   | 121,2 | Płaski      | Jeremy Lendowski  | Fabian Schormair  |
| 4.   | 18 maja | Kożuchów – Kowary       | 164,5 | Płaski      | Philipp Walsleben | Richard Larsén    |
| 5.   | 19 maja | Kowary – Przełęcz Okraj | 11,6  | ITT         | Mateusz Taciak    | Philipp Walsleben |
| 6.   | 20 maja | Piechowice – Piechowice | 120,7 | Pagórkowaty | Mateusz Taciak    | Philipp Walsleben |

## Klasyfikacja generalna
| M-ce | Imię i nazwisko   | Kraj       | Drużyna                    | Czas        |
| ---- | ----------------- | ---------- | -------------------------- | ----------- |
| 1.   | Philipp Walsleben | Niemcy     | P&S Team Thüringen         | 13h 37' 13" |
| 2.   | Mateusz Taciak    | Polska     | CCC Sprandi Polkowice      | + 1' 05"    |
| 3.   | Paweł Cieślik     | Polska     | CCC Sprandi Polkowice      | + 2' 27"    |
| 4.   | Adam Stachowiak   | Polska     | Voster Uniwheels Team      | + 2' 45"    |
| 5.   | Wiktor Manakow    | Rosja      | Marathon-Tula Cycling Team | + 3' 18"    |
| 6.   | Jonas Rapp        | Niemcy     | Hrinkow Advarics Cycleang  | + 4' 18"    |
| 7.   | Patryk Stosz      | Polska     | CCC Sprandi Polkowice      | + 4' 59"    |
| 8.   | Leszek Pluciński  | Polska     | CCC Sprandi Polkowice      | + 7' 05"    |
| 9.   | Anton Kuzmin      | Kazachstan | Astana City                | + 7' 07"    |
| 10.  | Dominik Hrinkow   | Austria    | Hrinkow Advarics Cycleang  | + 7' 08"    |